# Red Peak
Red Peak es una gran pila roja de rocas en la cordillera Clark en el parque nacional de Yosemite. Está rodeado de lagos alpinos y está situado en el condado de Madera en California, Estados Unidos. Se decidió llamarlo oficialmente así el 1 de enero de 1932.
Para ser geográficamente más preciso el Red Peak está situado cerca del paso Red Peak  unos 1,9 km al noroeste del Ottway Peak y a unos 2,4 km al sur-suroeste del Grey Peak. Es también la segunda montaña más alta de la Cordillera Clark.